# Saint-Pierre-de-Curtille
Saint-Pierre-de-Curtille és un municipi francès situat al departament de la Savoia i a la regió d'Alvèrnia-Roine-Alps. L'any 2007 tenia 424 habitants.

## Demografia

### Població
El 2007 la població de fet de Saint-Pierre-de-Curtille era de 424 persones. Hi havia 109 famílies de les quals 33 eren unipersonals (7 homes vivint sols i 26 dones vivint soles), 33 parelles sense fills, 36 parelles amb fills i 7 famílies monoparentals amb fills.
La població ha evolucionat segons el següent gràfic:
Habitants censats

### Habitatges
El 2007 hi havia 177 habitatges, 115 eren l'habitatge principal de la família, 52 eren segones residències i 10 estaven desocupats. 169 eren cases i 7 eren apartaments. Dels 115 habitatges principals, 96 estaven ocupats pels seus propietaris, 14 estaven llogats i ocupats pels llogaters i 5 estaven cedits a títol gratuït; 1 tenia una cambra, 7 en tenien dues, 12 en tenien tres, 37 en tenien quatre i 57 en tenien cinc o més. 109 habitatges disposaven pel capbaix d'una plaça de pàrquing. A 47 habitatges hi havia un automòbil i a 63 n'hi havia dos o més.

### Piràmide de població
La piràmide de població per edats i sexe el 2009 era:
| Homes | Edats   | Dones |
| ----- | ------- | ----- |
| 0     | 95 o +  | 0     |
| 0     | 90 a 94 | 4     |
| 0     | 85 a 89 | 4     |
| 0     | 80 a 84 | 0     |
| 0     | 75 a 79 | 4     |
| 4     | 70 a 74 | 4     |
| 4     | 65 a 69 | 8     |
| 16    | 60 a 64 | 8     |
| 12    | 55 a 59 | 16    |
| 16    | 50 a 54 | 20    |
| 4     | 45 a 49 | 12    |
| 8     | 40 a 44 | 12    |
| 8     | 35 a 39 | 8     |
| 8     | 30 a 34 | 0     |
| 32    | 25 a 29 | 20    |
| 4     | 20 a 24 | 24    |
| 24    | 15 a 19 | 12    |
| 20    | 10 a 14 | 16    |
| 0     | 5 a 9   | 4     |
| 4     | 0 a 4   | 0     |

## Economia
El 2007 la població en edat de treballar era de 277 persones, 134 eren actives i 143 eren inactives. De les 134 persones actives 122 estaven ocupades (73 homes i 49 dones) i 11 estaven aturades (5 homes i 6 dones). De les 143 persones inactives 17 estaven jubilades, 24 estaven estudiant i 102 estaven classificades com a «altres inactius».

### Ingressos
El 2009 a Saint-Pierre-de-Curtille hi havia 131 unitats fiscals que integraven 312,5 persones, la mediana anual d'ingressos fiscals per persona era de 18.077 €.

### Activitats econòmiques
Dels 11 establiments que hi havia el 2007, 6 eren d'empreses de construcció, 1 d'una empresa d'hostatgeria i restauració, 1 d'una empresa de serveis, 2 d'entitats de l'administració pública i 1 d'una empresa classificada com a «altres activitats de serveis».
Dels 7 establiments de servei als particulars que hi havia el 2009, 1 era un guixaire pintor, 2 fusteries, 2 electricistes i 2 restaurants.
L'any 2000 a Saint-Pierre-de-Curtille hi havia 3 explotacions agrícoles.

## Equipaments sanitaris i escolars
El 2009 hi havia una escola elemental integrada dins d'un grup escolar amb les comunes properes formant una escola dispersa.

## Poblacions més properes
El següent diagrama mostra les poblacions més properes.